# Subxarxa

Creació d'una subxarxa mitjançant la divisió de l'identificador de l'amfitrió

Una subxarxa és una subdivisió lògica d'una xarxa d'IP.:1,16 Consisteix a dividir la xarxa en diferents subxarxes per agilitzar-ne l'administració i millorar-ne la seguretat.